# 松井一矢
松井 一矢（まつい かずや、1993年12月17日 - ）は、兵庫県神戸市出身のトライアスロン・陸上競技選手。ランニングチーム神戸ＡＣ（陸連登録名称：神戸えーしー）所属。2019年2月に献血累計100回を超え、同年5月にITU主催（現：ＷＴ）トライアスロン世界選手権大会に出場。2021年7月に骨髄バンクを介してドナー提供をした。
トライアスロンと陸上競技の二刀流アスリート。

## 来歴・人物
兵庫県神戸市出身。2009年3月神戸市立住吉中学校、2012年3月神戸市立科学技術高等学校各卒業。
中学高校と6年間、陸上競技部に所属していたが、いずれも地区予選敗退している。20歳を越えてから始めたトライアスロンで成績を伸ばし、日本代表選手として世界選手権大会に出場。視覚障がいや知的障がいを持った選手の伴走者（ガイド）としても活躍している。
趣味は献血。17歳から献血を始め、25歳2ヶ月という若さで累計100回を突破。27歳の時には骨髄バンクを介してドナー提供を経験。自身の体験談を伝え、1人でも多くの方を救う為、骨髄バンク説明員資格を取得し、献血バスや献血ルームにて直接骨髄バンクを伝える説明員ボランティアに努めている。2022年5月からは骨髄バンクユースアンバサダー（骨髄バンクYA）に就任。
21歳3ヶ月で【神戸アスリートの会】（現：ランニングチーム神戸ＡＣ（陸連登録名：神戸えーしー））を創設。定期練習会の開催や、ランニングコーチ、各種イベントの企画運営を行っている。
2022年6月J:COM「あなたのコト歌ってイイですか？」にゲスト出演。北川たつや作詞作曲で「ゴールの向こう」が完成した。
プロ野球はオリックスブルーウェーブ時代からのファンであることを公言している。

## 主な成績
| 年月       | 大会                                                       | 記録               | 備考                                                                                                  |
| ---------- | ---------------------------------------------------------- | ------------------ | --- |
| 2011年3月  | 第33回大阪42.195kmフルマラソン大会                         | 2時間55分51秒      | 初フルマラソン                                                                                        |
| 2012年3月  | 第34回大阪42.195kmフルマラソン大会                         | 2時間47分31秒      | 初優勝                                                                                                |
| 2012年11月 | 第2回神戸マラソン                                          | 2時間52分46秒      | 年代別19歳以下の部 優勝                                                                               |
| 2013年3月  | 第35回大阪42.195kmフルマラソン大会                         | 2時間44分49秒      | 大会２連覇                                                                                            |
| 2013年5月  | 第21回武庫川ユリカモメウルトラマラソン                     | 7時間07分16秒      | 大会最年少出場                                                                                        |
| 2013年9月  | 第15回歴史街道丹後ウルトラマラソン                         | 5時間04分04秒      | 60kmの部･大会最年少出場                                                                               |
| 2014年3月  | 第36回大阪42.195kmフルマラソン大会                         | 2時間49分21秒      | 大会３連覇                                                                                            |
| 2014年6月  | 第29回北海道サロマ湖ウルトラマラソン                       | 4時間19分18秒      | 大会最年少出場･年代別24歳以下の部優勝                                                                 |
| 2014年9月  | 第2回ラブトライアスロン in グリーンピア三木                | 1時間27分40秒      | 初トライアスロン（S750m,B20km,R5km)                                                                   |
| 2014年10月 | 第4回大阪マラソン                                          | チャレンジランの部 | 準優勝（日本人選手１位）                                                                              |
| 2015年1月  | 第19回香港国際マラソン                                     | 2時間57分08秒      | 初海外レース                                                                                          |
| 2015年2月  | 第22回泉州国際市民マラソン                                 | 4時間46分15秒      | 松竹芸能所属タレント朋未の伴走                                                                        |
| 2015年8月  | 第33回ニューカレドニア国際マラソン                         | 3時間35分29秒      | 年代別ヤングの部優勝                                                                                  |
| 2015年10月 | 第5回大阪マラソン                                          | 2時間50分47秒      | 吉住友里選手の伴走                                                                                    |
| 2015年11月 | 第5回神戸マラソン                                          | 2時間39分51秒      | 年代別24歳以下の部準優勝                                                                              |
| 2016年5月  | WINGS FOR LIFE WORLD RUN                                   | 53.1km             | 年代別M18-24 5位入賞                                                                                  |
| 2016年11月 | アイアンマン･トライアスロン in マレーシア ランカウイ島     | DNF                | 鉄人レース初挑戦 (S3.8km,B180km,R42.2km)                                                              |
| 2017年7月  | 第37回全日本トライアスロン皆生大会                         | 10時間24分54秒     | 国内ロングディスタンス初挑戦 (S3.0km,B140km,R42.2km)                                                  |
| 2017年10月 | 第4回ラブトライアスロン in 淡路島                          | 1時間20分51秒      | TRI6 視覚障がい者のガイドに初挑戦 (S750m,B20km,R5km)                                                  |
| 2018年6月  | 五島長崎国際トライアスロン大会                             | 12時間12分21秒     | 年代別M20-24 4位入賞 日本代表選手の切符を掴む (S3.8km,B180km,R42.2km)                                 |
| 2018年7月  | 第38回全日本トライアスロン皆生大会                         | 10時間47分14秒     | 年代別M20-24 3位入賞 (S3.0km,B140km,R42.2km)                                                          |
| 2018年11月 | アイアンマン･トライアスロン in マレーシア ランカウイ島     | 13時間17分05秒     | 鉄人レース初完走 (S3.8km,B180km,R42.2km)                                                              |
| 2018年12月 | 第46回JALホノルルマラソン                                  | 2時間52分42秒      | 年代別M20-24 2位入賞                                                                                  |
| 2019年5月  | ITU Pontevedra Long-Distance Triathlon World Championships | 8時間15分01秒      | M25 日本代表 (S1.5km,B110km,R30km)                                                                    |
| 2019年6月  | アイアンマン70.3セントレア知多半島ジャパン                 | 6時間23分00秒      | Physical Challenged GUIDE(視覚障がい者のガイドとして鉄人レースの完走をサポート (S1.9km,B90km,R21.1km) |
| 2019年7月  | 第39回全日本トライアスロン皆生大会                         | 10時間17分19秒     | 3年連続完走 (S3.0km,B140km,R42.2km)                                                                   |
| 2019年9月  | 第19回歴史街道丹後ウルトラマラソン                         | 9時間26分00秒      | 100kmマラソン初完走                                                                                   |
| 2019年11月 | 第9回神戸マラソン                                          | 2時間37分30秒      | フルマラソン自己ベスト                                                                                |
| 2022年7月  | 第40回全日本トライアスロン皆生大会                         | 9時間33分19秒      | スイム3.0km中止に伴い、1stラン(6.9km)に変更。1stランで優勝。4大会連続完走（1stR6.9km,B110km,2ndR32km) |